# سباستین بی
سباستین بی (انگلیسی: Sebastian Bea؛ زادهٔ april ۱۰, ۱۹۷۷ (۴۷ سال)) ورزشکار روئینگ اهل ایالات متحده آمریکا است.
وی در مسابقات کشوری و بین‌المللی در مجموع برندهٔ ۱ مدال طلا، ۱ مدال نقره شده‌است.